# Dio - Distraught Overlord
Pour les articles homonymes, voir Dio.
 (mars 2008).
Si vous disposez d'ouvrages ou d'articles de référence ou si vous connaissez des sites web de qualité traitant du thème abordé ici, merci de compléter l'article en donnant les références utiles à sa vérifiabilité et en les liant à la section « Notes et références ».
Dio - Distraught Overlord (ディオ) était un groupe de visual kei japonais.

## Histoire
Les membres de Dio - Distraught Overlord faisaient avant partie d'autres groupes indépendants japonais.
Le groupe a commencé sa carrière le 14 mai 2006. Lors de leur premier concert, ils ont distribué gratuitement leur premier single, Garasu No Umi.
Avec l’aide de J-Music Distribution, ils sont invités à la Japan Expo où ils ont joué devant plus de cinq mille personnes avant de faire une séance de dédicace. Un second concert en France a eu lieu à Strasbourg en marge de la  Japan Addict.
Le groupe a annoncé sa séparation le 24 janvier 2010 et se séparent le 13 mars 2010.

## Formation
- Mikaru - Chant (a ensuite fait partie de BLACK LINE, puis a lancé son projet solo G.L.A.M.S)
- Kei - Guitare
- Erina - Guitare
- Ivy - Basse
- Denka - Batterie (a ensuite fait partie de BLACK LINE sous le nom de Syu, puis a participé comme DJ et batteur au projet solo de Mikaru)